# رخشان بني اعتماد
رخشان بني اعتماد (بالفارسية: رخشان بنی‌اعتماد) من مواليد 3 أبريل 1954 في طهران ، إيران هي مخرجة وكاتبة سيناريو إيرانية مشهودٌ لها دوليًا ونقديًا. تعتبر على نطاق واسع شخصيةً رئيسيةً في مجال الاخراج السينمائي الإيراني، وقد تم الإشادة بأفلامها في المهرجانات الدولية بالإضافة إلى أنها تحظى بشعبية بين النقاد والجمهور الإيراني.  إن لقبها كـ «السيدة الأولى للسينما الإيرانية» ليس إشارة فقط إلى مكانتها كمخرجة، بل يشير أيضًا إلى دورها الاجتماعي في دمج السياسة والعائلة في عملها. 

## النشأة والتعليم
ولدت رخشان في عائلة من الطبقة المتوسطة، في كنف والدين مهتمين بمواصلة مهنة التدريس، وقد أبدت اهتمامًا بالفيلم منذ صغرها، عندما كانت مراهقة، قررت دراسة الأفلام. حصلت على درجة البكالوريوس في الآداب في دراسات الأفلام من جامعة الفنون المسرحية في طهران. 

## روابط خارجية
- رخشان بني اعتماد على موقع IMDb (الإنجليزية)
- رخشان بني اعتماد على موقع ألو سيني (الفرنسية)
- رخشان بني اعتماد على موقع أول موفي (الإنجليزية)
- رخشان بني اعتماد على موقع قاعدة بيانات الفيلم (الإنجليزية)
- رخشان بني اعتماد على موقع كينوبويسك (الروسية)